# Matryca ryzyka
Matryca ryzyka – graficzna metoda oceny poziomu ryzyka za pomocą dwuwymiarowej macierzy, w której jedną zmienną jest prawdopodobieństwo wystąpienia zagrożenia, a drugą skutki tego zagrożenia. Ocena prawdopodobieństwa i skutków zdarzeń może być przeprowadzana w skali trzy-, pięcio-, siedmio-, lub 10-stopniowej. Po oszacowaniu parametrów ryzyka dokonuje się określenia poziomu ryzyka (w skali trójstopniowej, jako małego, średniego i dużego).
|                                                   | Ciężkość następstw zagrożeń |         |         |
| Prawdopodobieństwo wystąpienia następstw zagrożeń | Mała                        | Średnia | Duża    |
| Małe                                              | Małe                        | Małe    | Średnie |
| Średnie                                           | Małe                        | Średnie | Duże    |
| Duże                                              | Średnie                     | Duże    | Duże    |